# 2650 Elinor
2650 Elinor (1931 EG) là một tiểu hành tinh vành đai chính được phát hiện ngày 14 tháng 3 năm 1931 bởi Max Wolf ở Heidelberg.